# Cerionesta
Cerionesta är ett släkte av spindlar. Cerionesta ingår i familjen hoppspindlar.
Kladogram enligt Catalogue of Life:
| Cerionesta | \| \| Cerionesta aurantia \| \| \| \| \| \| Cerionesta luteola \| \| \| \| |
|            | \| \| Cerionesta aurantia \| \| \| \| \| \| Cerionesta luteola \| \| \| \| |
|            | Cerionesta aurantia                                                        |
|            |                                                                            |
|            | Cerionesta luteola                                                         |
|            |                                                                            |